# Islamitische Republikeinse Partij
De Islamitische Republikeinse Partij (حزب جمهوری اسلامی of IRP) was een politieke partij in Iran, gesticht in het midden van de jaren 1970 om de Iraanse Revolutie bij te staan en ayatollah Khomeini een theocratie te laten vestigen in Iran. De partij werd opgeheven in mei 1987 nadat haar doelstellingen bereikt waren.